# Wilhelm Lützow
Wilhelm Bernhard Adolf Emil Lützow, noto con il soprannome Willy Lützow (Oberrad, 19 maggio 1892 – Tahure, 31 ottobre 1915), è stato un nuotatore tedesco.

## Biografia
Rappresentò la Germania ai Giochi olimpici estivi di Stoccolma 1912, dove vinse la medaglia d'argento nei 200 metri rana. Nei 400 metri rana si ritirò in finale.
Morì a Tahure in Francia in combattimento nella battaglia di Blanc Mont durante la prima guerra mondiale.

## Palmarès
- Giochi olimpici estivi

Stoccolma 1912:  Argento nei 200 metri rana.